# Jokin Ezkieta
Jokin Ezkieta Mendiburu (Pamplona, Navarra; 17 de agosto de 1996) es un futbolista español que juega como portero en el Racing de Santander de la Segunda División de España.

## Trayectoria

### Inicios en Navarra
Jokin comenzó a jugar en la Ikastola Paz de Ziganda, en Villava. En edad alevín pasó a jugar al Oberena de Pamplona, donde estuvo cuatro años hasta que, en 2011, fichó por Mutilvera. Un año más tarde, fichó por el CA Osasuna como juvenil de primer año. En su último año de juvenil subió al Osasuna B, que se encontraba en Tercera División, además de ser el tercer portero del primer equipo navarro.

### F. C. Barcelona "B"
El 17 de julio de 2015, el Fútbol Club Barcelona hizo oficial su incorporación al Barça "B" dirigido por Gerard López, firmando por cuatro temporadas como azulgrana, aunque debido a la sanción impuesta por la FIFA, no podría debutar como culé hasta enero de 2016.
El 3 de abril de 2016 debutó con el filial blaugrana sustituyendo a Ortolà en el minuto 59 del partido ante el Badalona. Tras jugar sólo tres partidos, fue cedido al CE Sabadell de cara a la temporada 2016-17 donde fue titular en 37 jornadas.
En la temporada 2017-18 regresó al segundo equipo catalán, recién ascendido a Segunda División, donde permaneció como guardameta suplente. El 2 de junio, en la última jornada de la competición, fue titular por segunda vez en la temporada y detuvo dos penaltis ante el Real Zaragoza, aunque no pudo evitar la derrota del cuadro catalán.
Inició la campaña 2018-19 como guardameta titular del filial e, incluso, fue convocado por la baja de Cillessen para el encuentro ante el Real Valladolid de la segunda jornada de Liga. El 21 de marzo de 2019 fue operado de una fractura en el quinto metacarpiano de su mano izquierda, causando baja los dos meses siguientes.

### Athletic Club
El 17 de junio de 2019 Rafa Alkorta, director deportivo del Athletic Club, anunció su fichaje a partir del 1 de julio después de que acabara su contrato con el club catalán. El guardameta firmó un contrato de cuatro temporadas con una cláusula de rescisión de 45 millones de euros. Finalmente, el club decidió colocarle en el Bilbao Athletic para que jugara habitualmente mientras hacía las funciones de tercer portero en el Athletic Club.
El 28 de enero de 2020 debutó con el Athletic Club tras la expulsión de Iago Herrerín, en octavos de final de Copa del Rey frente el CD Tenerife (3-3), en un partido en el que fue decisivo para lograr la clasificación al realizar una parada de mérito con empate a dos y detener un lanzamiento en la tanda de penaltis. El 22 de mayo de 2021 debutó en Primera División, en el Estadio Martínez Valero, con derrota frente al Elche (2-0). Después de una temporada sin jugar, el 4 de julio de 2022, rescindió el año de contrato que le quedaba con el club bilbaíno.

### Racing de Santander
El 5 de julio de 2022 firmó un contrato de dos temporadas con el Racing de Santander, que acababa de ascender a Segunda División. El 22 de diciembre debutó como racinguista en un encuentro de Copa del Rey frente al Linares.

## Selección nacional
Fue internacional sub-19 en dos ocasiones con la selección española.

## Estadísticas

### Clubes
Actualizado al último partido disputado el 12 de junio de 2025. Resaltada temporada en calidad de cesión.
| Club                          | Liga          | Temporada     | Liga | Liga | Liga  | Copas | Copas | Copas | Copas internacionales | Copas internacionales | Copas internacionales | Total | Total | Total |
| Club                          | Liga          | Temporada     | P.J. | G.R. | Coef. | P.J.  | G.R.  | Coef. | P.J.                  | G.R.                  | Coef.                 | P.J.  | G.R.  | Coef. |
| ----------------------------- | ------------- | ------------- | ---- | ---- | ----- | ----- | ----- | ----- | --------------------- | --------------------- | --------------------- | ----- | ----- | ----- |
| C. A. Osasuna "B" · España    | 3.ª           | 2014-15       | 15   | 11   | 0,73  | 1     | 3     | 3,00  | —                     | —                     | —                     | 16    | 14    | 0,88  |
| C. A. Osasuna "B" · España    | Total club    | Total club    | 15   | 11   | 0,73  | 1     | 3     | 3,00  | 0                     | 0                     | 0                     | 16    | 14    | 0,88  |
| F. C. Barcelona "B" · España  | 2.ª B         | 2015-16       | 3    | 6    | 2,00  | —     | —     | —     | —                     | —                     | —                     | 3     | 6     | 2,00  |
| C. E. Sabadell F. C. · España | 2.ª B         | 2016-17       | 37   | 37   | 1,00  | —     | —     | —     | —                     | —                     | —                     | 37    | 37    | 1,00  |
| C. E. Sabadell F. C. · España | Total club    | Total club    | 37   | 37   | 1,00  | 0     | 0     | 0     | 0                     | 0                     | 0                     | 37    | 37    | 1,00  |
| F. C. Barcelona "B" · España  | 2.ª           | 2017-18       | 2    | 4    | 2,00  | —     | —     | —     | —                     | —                     | —                     | 2     | 4     | 2,00  |
| F. C. Barcelona "B" · España  | 2.ª B         | 2018-19       | 10   | 13   | 1,30  | —     | —     | —     | —                     | —                     | —                     | 10    | 13    | 1,30  |
| F. C. Barcelona "B" · España  | Total club    | Total club    | 15   | 23   | 1,53  | 0     | 0     | 0     | 0                     | 0                     | 0                     | 15    | 23    | 1,53  |
| Bilbao Athletic · España      | 2.ª B         | 2019-20       | 26   | 33   | 1,27  | —     | —     | —     | —                     | —                     | —                     | 26    | 33    | 1,27  |
| Bilbao Athletic · España      | Total club    | Total club    | 26   | 33   | 1,27  | 0     | 0     | 0     | 0                     | 0                     | 0                     | 26    | 33    | 1,27  |
| Athletic Club · España        | 1.ª           | 2019-20       | 0    | 0    | 0     | 1     | 3     | 3,00  | —                     | —                     | —                     | 1     | 3     | 3,00  |
| Athletic Club · España        | 1.ª           | 2020-21       | 1    | 2    | 2,00  | 2     | 2     | 1,00  | —                     | —                     | —                     | 3     | 4     | 1,33  |
| Athletic Club · España        | 1.ª           | 2021-22       | 0    | 0    | 0     | —     | —     | —     | —                     | —                     | —                     | 0     | 0     | 0     |
| Athletic Club · España        | Total club    | Total club    | 1    | 2    | 2,00  | 2     | 2     | 1,00  | 0                     | 0                     | 0                     | 3     | 4     | 1,33  |
| Racing de Santander · España  | 2.ª           | 2022-23       | 6    | 5    | 0,83  | 1     | 1     | 1,00  | —                     | —                     | —                     | 7     | 6     | 0,86  |
| Racing de Santander · España  | 2.ª           | 2023-24       | 42   | 55   | 1,31  | —     | —     | —     | —                     | —                     | —                     | 42    | 55    | 1,31  |
| Racing de Santander · España  | 2.ª           | 2024-25       | 44   | 58   | 1,32  | —     | —     | —     | —                     | —                     | —                     | 44    | 58    | 1,32  |
| Racing de Santander · España  | Total club    | Total club    | 92   | 118  | 1,29  | 1     | 1     | 1,00  | 0                     | 0                     | 0                     | 93    | 119   | 1,28  |
| Total carrera                 | Total carrera | Total carrera | 186  | 224  | 1,20  | 5     | 9     | 1,80  | 0                     | 0                     | 0                     | 191   | 233   | 1,22  |
| 1. 2. 3.                      |               |               |      |      |       |       |       |       |                       |                       |                       |       |       |       |

### Selecciones
Actualizado al último partido jugado el 27 de enero de 2015.
| Selección       | Temporada     | Europeo | Europeo | Europeo | Mundial | Mundial | Mundial | Amistosos | Amistosos | Amistosos | Total | Total | Total |
| Selección       | Temporada     | P.J.    | G.R.    | Coef.   | P.J.    | G.R.    | Coef.   | P.J.      | G.R.      | Coef.     | P.J.  | G.R.  | Coef. |
| --------------- | ------------- | ------- | ------- | ------- | ------- | ------- | ------- | --------- | --------- | --------- | ----- | ----- | ----- |
| Sub-19 · España | 2014          | —       | —       | —       | —       | —       | —       | 1         | 2         | 2,00      | 1     | 2     | 2,00  |
| Sub-19 · España | 2015          | —       | —       | —       | —       | —       | —       | 1         | 0         | 0         | 1     | 0     | 0     |
| Sub-19 · España | Total         | 0       | 0       | 0       | 0       | 0       | 0       | 2         | 2         | 1,00      | 2     | 2     | 1,00  |
| Total carrera   | Total carrera | 0       | 0       | 0       | 0       | 0       | 0       | 2         | 2         | 1,00      | 2     | 2     | 1,00  |

### Resumen estadístico
Actualizado al 5 de julio de 2025.
| Competición         | P.J. | G.R. | Coef. |
| ------------------- | ---- | ---- | ----- |
| Liga                | 186  | 224  | 1.2   |
| Copas nacionales    | 5    | 9    | 1.8   |
| Selección de España | 2    | 2    | 1     |
| Total               | 193  | 235  | 1.22  |

## Palmarés

### Títulos nacionales
| Título              | Club          | País   | Año  |
| ------------------- | ------------- | ------ | ---- |
| Supercopa de España | Athletic Club | España | 2021 |